# Nexhmije Hoxha
Nexhmije Hoxha (nevének ejtése nɛd͡ʒmijɛ hɔd͡ʒa / Nedzsmije Hodzsa; Bitola, 1921. február 8. – Tirana, 2020. február 26.) albán kommunista politikus, a pártállami Albánia 1944 és 1985 közötti teljhatalmú pártfőtitkára, Enver Hoxha felesége. Bár fontos politikai tisztségeket is betöltött politikai pályája során, elsősorban Hoxha legfőbb bizalmasaként, majd 1985-ös megözvegyülése után a hoxhai politikai örökség védelmezőjeként lett az állampárt egyik leggyűlöltebb, emblematikus alakja. 1991-ben letartóztatták, majd sikkasztás és hűtlen kezelés vádjával elítélték, börtönbüntetését 1993-tól 1997-ig töltötte le.

## Életútja

### Ifjúsága
Nexhmije Xhuglini (ejtsd: Nedzsmije Dzsuglini) néven született a Szerb–Horvát–Szlovén Királysághoz tartozó Bitola városában. Családja kisgyerekkorában, az 1920-as években költözött az albániai Tiranába. Az általános iskola elvégzése után a tiranai Anyakirálynő Lányintézet növendéke volt 1941-ig, majd 1941–1942-ben Tiranában dolgozott általános iskolai tanítóként. 1941 novemberében csatlakozott az akkor alapított Albán Kommunista Párthoz, és részt vett a párt ifjúsági szárnyának, majd nőszervezetének a megszervezésében, 1943-tól a Gruaja Shqiptare (’Az Albán Nő’) című folyóirat szerkesztője volt. Emellett a Nemzeti Felszabadítási Mozgalom 7. partizánbrigádjának tagjaként részt vett a megszállók ellen vívott fegyveres ellenállásban is. Nexhmije Xhuglini fedőneve az ellenállás éveiben Delikatja (’finom, érzékeny’) volt. A kommunista párt vezetője, Enver Hoxha 1942 folyamán kérte meg kezét, majd a második világháború lezárultával, 1944 decemberében összeházasodtak.

### A pártállami nómenklatúrában
A világháború végét, a pártállami diktatúra kiépülését követően 1946-tól 1990-ig az albán nemzetgyűlés képviselője, 1948-tól az 1991-es rendszerváltásig a párt központi bizottságának állandó tagja volt. Ezzel párhuzamosan 1946-tól 1955-ig látta el az Albán Nőszövetség elnöki teendőit, 1952-től fontos szerepet játszott a központi bizottság apparátusában, közvetlen irányítása alá került a propaganda-, oktatási és művelődési bizottság. 1966-ban a tiranai Marxista–leninista Tanulmányok Intézetének (Instituti i Studimeve Marksiste-Leniniste) elnöke lett. Egészen a rendszerváltásig állt a sztálinista állami ideológia irányvonalát meghatározó intézmény élén, amelynek legfőbb tevékenysége voltaképpen Enver Hoxha beszédeinek, írásainak és visszaemlékezéseinek kiadása és újrakiadása volt. Ebben fontos szerep jutott a diktátor feleségének, aki férje munkáinak legtevékenyebb sajtó alá rendezője volt.

„Kezetfogunk azokkal az emberekkel, akiket ujságokból, fényképekről, elbeszélésekből ismerünk. Itt van Nedzsmie Hodzsa, Enver Hodzsának, Albánia miniszterelnökének és nemzeti hősének felesége. Szép és bájos albán asszony, partizán volt – most teljes erővel dolgozik hazájának demokratikus átalakításán.”

– Arkagyij Pervencev albániai úti beszámolója, 1950 

Noha a pártállami nómenklatúrában betöltött helyét tekintve nem tartozott az állampárt legszűkebb vezetőségéhez, Enver Hoxha feleségeként meghatározó szerepet játszott az albán politika alakításában. A visszaemlékezések szerint az egyetlen ember volt, akiben a diktátor teljesen megbízott, akárcsak Nicolae Ceaușescu saját feleségében, Elenában. A házaspár kapcsolatát rendkívül szorosnak írták le, ami Hoxha 1973-as szívinfarktusa után tovább mélyült. A környezete magát Nexhmije Hoxhát rideg, bármire kész teremtésnek írta le, aki ritkán tolta magát az előtérbe, a háttérben csendesen meghúzódva figyelt és ugrásra készen, kíméletlenül avatkozott be, ha férje pozícióját veszélyeztetve látta.

„Ha házaspárként néztem rájuk, éveken át azt gondoltam, hogy Enver Hoxha nem kívánhatott volna magának jobb feleséget. Mindenki ezt gondolta volna: elkötelezett és odaadó volt, figyelemmel volt a legapróbb részletekre is. Meg voltam győződve róla, hogy nincs még egy asszony, aki így viselné gondját a férjének. Később azonban rájöttem, hogy ennek éppen az ellenkezője igaz. Így tartott mindent az ellenőrzése alatt – a férjét áldozatosan kiszolgáló feleség álcája démoni kettősséget rejtett, de valójában sokkal többre, talán még a férjénél is többre volt képes.”

– A Hoxha-házaspár menye, Liljana Hoxha visszaemlékezése, 2007 

### Enver Hoxha halála után
Miután Enver Hoxha 1985 áprilisában meghalt, özvegye politikai pozíciója némileg megrendült. Ennek jele, hogy 1986 márciusában a párt népfrontszervezete, a Demokratikus Front jelképesnek számító elnöki tisztségét kapta meg és töltötte be 1990-ig. Ugyanakkor férje hagyatékának keménykezű letéteményeseként őrködött Enver Hoxha politikai hagyatéka fölött, a központi bizottságon belüli keményvonalas sztálinista frakció emblematikus vezéralakja volt. Különösen élesen támadta a Gorbacsov nevével fémjelzett enyhülési folyamatokat, az 1989. évi pártkongresszuson pedig emlékezetes kirohanást intézett az állami ateizmus lanyhulása ürügyén. Mindezek okán az állampárti rendszer egyik leggyűlöltebb alakja lett. Nem véletlen, hogy az 1990 tavaszán Kavajában kirobbant első rendszerellenes tiltakozások során a falakra festett három-négy visszatérő jelszó egyike „NEXHMIJE – A SZAJHA” (NEXHMIJE – LAVIRJA) volt.
Nexhmije Hoxha 1990-től finomítani próbált korábbi keményvonalas hozzáállásán. 1990 végén találkozott az országba látogató Teréz anyával, és az általános tiltakozások időszakában maga is a politikai pluralizmus mellett tette le a voksát. Ekkor azonban már késő volt, a tiltakozások során megalakult Albán Demokrata Párt 1990. december 11-én megfogalmazott követeléseinek egyike Nexhmije Hoxha és társainak eltávolítása volt a politikai életből, amit a pártfőtitkár Ramiz Alia, ha vonakodva is, de végül teljesített. Nexhmije Hoxhát lemondatták a Demokratikus Front éléről, 1991 júniusában pedig a pártból is kizárták. Ez utóbbi esemény kapcsán adott interjújában már azt nyilatkozta, hogy amennyiben férje élne, ő is a demokráciát és az európai integrációt támogatná.
1991. december 5-én végül letartóztatták, majd egy hosszabb vizsgálati időszakot követően korrupcióval és hűtlen kezeléssel vádolták meg, a vád szerint 1985 és 1990 között 75 ezer dollárt meghaladó közpénzt költött el kávé- és éttermi számlákra, személyes használatba vett luxuscikkekre. Az 1993. január 8-a és 27-e között lezajlott perben első fokon kilencévnyi börtönbüntetésre ítélték. Miután az ítélet ellen fellebbezett, másodfokon további két évvel toldották meg a rá kiszabott börtönbüntetést.
Életkorára való tekintettel 1997. január 10-én az akkor csaknem hetvenhat éves Nexhmije Hoxhát szabadlábra helyezték, azóta az albán fővárosban a politikától visszavonulva élt. Két kötetet kitevő visszaemlékezései 1998 és 2001 között jelentek meg nyomtatásban Jeta ime me Enverin (’Életem Enverrel’) címmel.

## Családja
Nexhmije Xhuglini és Enver Hoxha 1941. november 23-án, a kommunista párt ifjúsági szervezetének megalapításakor találkozott először. Egyes politikai legendák szerint a fiatal lányt ekkor Hoxha egyik párton belüli politikai riválisához, Qemal Stafához fűzték gyengéd érzelmek, ami hozzájárult Stafa korai, 1942. májusi halálához is. Hoxha 1942 folyamán kérte meg a fiatal lány kezét Tiranában, ahol nyolc hónapon át együtt rejtőzködtek Hoxha sógora, Bahri Omari házában. Végül 1944 decemberében házasodtak össze, házasságukból két fiú és egy lány született: Ilir (1949), Pranvera (1954) és Sokol (1957). Az idősebb fiú, Ilir a dinasztikus kapcsolatokat erősítve Ramiz Alia unokahúgát vette feleségül, öccse, Sokol egy általános iskolai tanítónővel kötött házasságot. Leányuk, Pranvera építész lett, egyebek mellett a krujai vármúzeum épületének tervezése fűződik a nevéhez, és a szintén politikusszülőktől származó építésszel, Klement Kolanecivel lépett frigyre.